# 中国电影剪辑学会
中国电影剪辑学会是中华人民共和国电影剪辑工作者组成的全国性社会团体，1981年12月9日成立。首任会长为傅正义，现任会长为周新霞。原英文名：CHINA FILM EDITORS ASSOCIATION，简称CFEA,为了适应产业发展，与国际接轨，2019年英文名称变更为：CHINA CINEMA EDITORS ASSOCIATION，简称：CCEA。主要从事影视剪辑实践及理论研究工作。
学会宗旨是团结组织影视剪辑工作者,交流创作经验,学习和掌握高新科技;开设剪辑技术艺术学术研讨,对从业人员进行培训,提高其创作技能; 举办中外影片剪辑学术研究会;与国际剪辑同行进行专业交流与座谈;为"金鸡奖"剪辑单项奖做评选咨询工作。
作为中国影视剪辑师之家的中国电影剪辑学会，是中国影视界唯一的国家级剪辑学会,享有极高的知名度。